# 希尔顿·阿姆斯特朗
小希尔顿·朱利叶斯·阿姆斯特朗（英語：Hilton Julius Armstrong, Jr.，1984年11月23日—），出生于纽约，美国职业篮球运动员。他于2006年第一轮选秀12顺位被新奥尔良黄蜂队选中。

## 球员简介
西尔顿·阿姆斯特朗具有较好的身体素质，但中投，勾手，上篮等把握性都很差，尤其是中投这一项，是一个典型的蓝领内线球员。身高2.11m（6尺11寸），体重107kg（235磅），位置为中锋/大前鋒

## 转会经历
06-08 新奥尔良黄蜂队
09-10 萨克拉门托国王队
10-   休斯顿火箭队

## 相关链接
- NBA官方网站 （页面存档备份，存于）